# Statistisk styrka
Statistisk styrka eller power är ett begrepp inom statistiken som vid hypotesprövning används för att beräkna sannolikheten att en undersökning upptäcker en skillnad mellan två eller fler grupper. Styrkan beror på: förväntad storlek av den effekt man vill mäta; variabiliteten av det valda effektmåttet; storleken av de jämförda grupperna; och vilken önskad statistiskt signifikansnivå man vill påvisa sambandet med. Styrkeberäkningen används huvudsakligen i studieplanering för att säkerställa att de undersökta grupperna är tillräckligt stora för att uppnå en styrka motsvarande 0,80 – det vill säga en 80-procentig sannolikhet att påvisa ett verkligt samband.
Den beräkning som används kallas styrkefunktion, styrkeberäkning eller powerberäkning. Styrkefunktionen anger sannolikheten att ett test förkastar en falsk nollhypotes. Ett bra test har ett värde på styrkefunktionen som är så nära 1 som möjligt. Samtidigt finns normalt en avvägning mellan ett tests styrka och signifikans, vid en given storlek på testpopulation eller stickprov.
En undersökning som genom för litet deltagarantal har för låg styrka (är underpowered) är meningslös, eftersom rimligt säkra resultat inte kan erhållas. Att föreslå personer att bli deltagare i en sådan undersökning är oetiskt.